# Point of Know Return
Point of Know Return – album grupy Kansas, wydany w 1977.

## Lista utworów
Wszystkie utwory napisali Kerry Livgren i Steve Walsh, oprócz tych, w których wyszczególniono inne osoby.
| 1.  | "Point of Know Return" (Phil Ehart, Robby Steinhardt, Steve Walsh) | 3:13  |
|     |                                                                    |       |
| 2.  | "Paradox"                                                          | 3:50  |
|     |                                                                    |       |
| 3.  | "The Spider" (Walsh)                                               | 2:05  |
|     |                                                                    |       |
| 4.  | "Portrait (He Knew)"                                               | 4:38  |
|     |                                                                    |       |
| 5.  | "Closet Chronicles"                                                | 6:31  |
|     |                                                                    |       |
| 6.  | "Lightning's Hand"                                                 | 4:24  |
|     |                                                                    |       |
| 7.  | "Dust in the Wind" (Livgren)                                       | 3:28  |
|     |                                                                    |       |
| 8.  | "Sparks of the Tempest"                                            | 4:18  |
|     |                                                                    |       |
| 9.  | "Nobody's Home"                                                    | 4:40  |
|     |                                                                    |       |
| 10. | "Hopelessly Human" (Livgren)                                       | 7:17  |
|     |                                                                    |       |
|     |                                                                    | 44:24 |
|     |                                                                    |       |
Wydanie z roku 2002 CD zawierało dodatkowo:
| 1. | "Sparks Of The Tempest" (Live) [*] | 5:17  |
|    |                                    |       |
| 2. | "Portrait (He Knew)" [Remix] [*]   | 4:50  |
|    |                                    |       |
|    |                                    | 10:07 |
|    |                                    |       |

## Skład zespołu
- Phil Ehart – perkusja
- Dave Hope – gitara basowa
- Kerry Livgren – gitary, instrumenty klawiszowe
- Robby Steinhardt – skrzypce, śpiew, wokal prowadzący w "Lightning's Hand", Sparks Of The Tempest" i "Hopelessly Human"
- Steve Walsh – instrumenty klawiszowe, śpiew
- Rich Williams – gitary elektryczne